# Cryptocoryne edithiae
Cryptocoryne edithiae är en kallaväxtart som beskrevs av De Wit. Cryptocoryne edithiae ingår i släktet Cryptocoryne och familjen kallaväxter. Inga underarter finns listade.